# Llop de les praderies
El llop de les praderies (Canis lupus nubilus) és una subespècie del llop (Canis lupus).

## Descripció
- Pesa entre 27 i 49,5 kg.
- La femella és, si fa no fa, un 80% de la mida del mascle.
- El seu pelatge és, normalment, una barreja de gris, negre, marró, beix o vermell.[2]

## Reproducció
L'aparellament (només entre la parella alfa) té lloc des de principis del gener fins a finals del febrer. Al cap de 63 dies de gestació, la mare pareix 4–6 cadells en un cau, els quals es desenvolupen per complet en 6–8 mesos i arriben a la maduresa sexual al voltant dels 22 mesos.

## Alimentació
Menja cèrvids, ants, llebres, aus petites i rosegadors, com ara castors.

## Distribució geogràfica
Antigament es trobava a l'oest dels Estats Units (incloent-hi el sud-est d'Alaska) i el nord-est i el centre del Canadà, però cap a mitjans de la dècada de 1960 només en quedavan uns quants al nord-est de Minnesota, al llarg de la frontera amb Ontario (el Canadà). Avui dia es troba a l'oest dels Grans Llacs (Minnesota, Wisconsin, Michigan i Ontario).

## Costums
Viatgen en llopades compostes per 5–6 exemplars de mitjana.